# Зимбабве на Светском првенству у атлетици на отвореном 2015.
Зимбабве је учествовао на Светском првенству у атлетици на отвореном 2015. одржаном у Пекингу од 22. до 30. августа петнаести пут, односно учествовао је на свим првенствима до данас. Репрезентацију Зимбабвеа представљала су пет атлетичара (4 мушкарца и 1 жена) који су се такмичили у три дисциплине (2 мушке и 1 женска).,
На овом првенству такмичари Зимбабвеа нису освојили ниједну медаљу али је оборен један лични рекорд и остварена два најбоља резултата сезоне.

## Учесници
| Мушкарци: - Tatenda Tsumba — 200 м - Катберт Ниасанго — Маратон - Cephas Pasipamiri — Маратон - Гилберт Мутандиро — Маратон | Жене: - Оливија Мугове Читате — 5.000 м |  |

## Резултати

### Мушкарци
| Атлетичар         | Дисциплина | Лични рекорд | Квалификације | Квалификације | Полуфинале           | Полуфинале           | Финале               | Финале       | Детаљи                                     |
| Атлетичар         | Дисциплина | Лични рекорд | Резултат      | Место         | Резултат             | Место                | Резултат             | Место        | Детаљи                                     |
| ----------------- | ---------- | ------------ | ------------- | ------------- | -------------------- | -------------------- | -------------------- | ------------ | ------------------------------------------ |
| Tatenda Tsumba    | 200 м      | 20,46        | 21.21         | 7. у гр. 2    | Није се квалификовао | Није се квалификовао | Није се квалификовао | 46 / 54 (60) | Архивирано на веб-сајту (21. октобар 2015) |
| Катберт Ниасанго  | Маратон    | 2:09:52 НР   |               |               |                      |                      | 2:22:15              | 23 / 42 (68) | Архивирано на веб-сајту (23. август 2015)  |
| Cephas Pasipamiri | Маратон    | 2:14:41      | 2:25:05 ЛРС   | 30 / 42 (68)  |                      |                      |                      |              | Архивирано на веб-сајту (23. август 2015)  |
| Гилберт Мутандиро | Маратон    | 2:15:44      | 2:31:35       | 37 / 42 (68)  |                      |                      |                      |              | Архивирано на веб-сајту (23. август 2015)  |

### Жене
| Атлетичарка           | Дисциплина | Лични рекорд | Квалификације | Квалификације | Финале                | Финале       | Детаљи                                      |
| Атлетичарка           | Дисциплина | Лични рекорд | Резултат      | Место         | Резултат              | Место        | Детаљи                                      |
| --------------------- | ---------- | ------------ | ------------- | ------------- | --------------------- | ------------ | ------------------------------------------- |
| Оливија Мугове Читате | 5.000 м    |              | 16:34,70 ЛР   | 12. у гр. 1   | Није се квалификовала | 24 / 24 (27) | Архивирано на веб-сајту (30. новембар 2015) |